# أكاديمية ميشيغان الإسلامية
أكاديمية ميشيغان الإسلامية هي مدرسة إسلامية خاصة نهارية للأطفال من الروضة وحتى الصف الثاني عشر في آن أربور في ميشيغان. اُفتتحَت المدرسة في عام 1985 م.
اعتبارًا من عام 2015، كان بها 213 طالبًا. 75 منهم عاشوا في آن أربور، و52 عاشوا في يبسيلانتي، و35 في كانتون، و20 في منطقة ديربورن، وأربعة في كل من جاكسون وويستلاند، وثلاثة في كل من ديكستر وفارمنجتون وساوث ليون، واثنان في كل من بليموث وسوبيريور تاونشيب (مقاطعة واشيناو)، وواحد في كل من برايتون وهاربر وودز ونورثفيل وسالين وساوثفيلد وويتمور.

## طالع أيضًا
- الإسلام في مترو ديترويت

## روابط خارجية
- أكاديمية ميشيغان الإسلامية نسخة محفوظة 2021-04-15 على موقع واي باك مشين.

42°18′04.7″N 83°42′52.7″W / 42.301306°N 83.714639°W